# Dineutus discolor
Dineutus discolor är en skalbaggsart som beskrevs av Aube. Dineutus discolor ingår i släktet Dineutus och familjen virvelbaggar. Inga underarter finns listade i Catalogue of Life.